# 托馬斯頓 (紐約州)
托馬斯頓（英語：Thomaston）是位於美國紐約州拿騷縣的村。

## 人口
根據2020年美國人口普查的數據，托馬斯頓的面積為1.05平方千米，皆為陸地。當地共有人口2759人，而人口密度為每平方千米2,628人。